# Ланспик

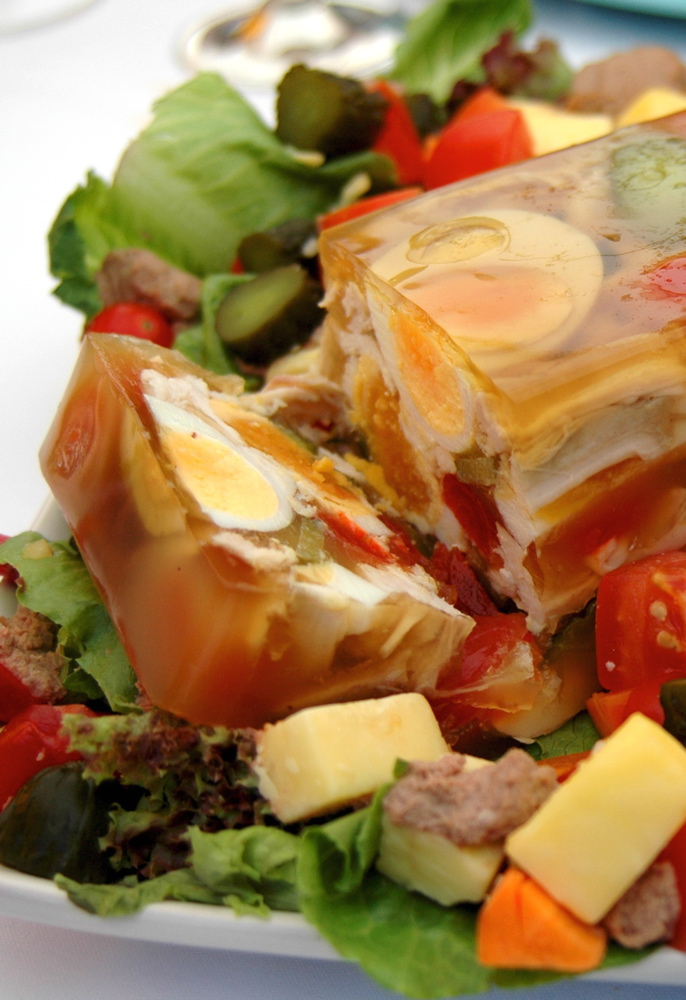
Холодная закуска из крутых яиц в ланспике

Ланспик (аспиг, аушпик, от фр. aspic — «заливное») — кулинарный полуфабрикат, концентрированный клейкий прозрачный застывший мясной или рыбный бульон с плотностью желе и вкусом продукта, из которого он был сварен. Ланспик применяется для приготовления заливных блюд, шофруа, ароматизации горячих блюд и в нарезанном виде для украшения холодных закусок.
В классической традиции ланспик готовят из сгущенного, выпаренного в открытой посуде бульона на телячьей голове без языка и мозгов или телячьих ножках с овощами (морковь, лук, петрушка, сельдерей), пряностями (перец, лавровый лист), солью, уксусом или хересом. Ланспик также готовят на основе бульонов, сваренных из костистого мяса, птицы, дичи и рыбы, но в таком случае для застывания бульона применяют желатин. Для достижения прозрачности применяют различные оттяжки (сырые говядина или куриное филе, чёрная икра, взбитый белок), золотистый оттенок ланспик приобретает за счёт добавления жжёного сахара. Для рыбного ланспика подходят рыбные пищевые отходы (кости, плавники, кожа, голова без жабр и глаз и чешуя) и мелкая рыба, Е. И. Молоховец особенно рекомендовала ершей. Качество ланспика проверяют, поместив ложку с ним на лёд: он должен застыть в течение считаных минут. Ланспик хранят в плотно закрытой посуде в холодном месте.
Ланспиком также называют привлекательно оформленное заливное блюдо с красиво нарезанными овощами, особенно популярное в меню для банкетного стола. Такое блюдо-ланспик готовят в формах в так называемой «рубашке». Для этого форму заливают концентрированным ланспиком до краёв и ставят в воду со льдом, пока ланспик не застынет на стенках слоем в 1 см. Незастывший ланспик сливают из формы, а слой ланспика на стенках украшают зеленью, фигурно вырезанными овощами, и форму опять отправляют в лёд для застывания. Затем в форму с застывшей украшенной рубашкой выкладывают основной мясной или рыбный продукт и заливают форму ланспиком. Готовый ланспик сервируют на праздничный стол на специальном постаменте — хрустате из риса или манной крупы, покрытом пергаментом. Из ланспика с растительным маслом сбивали мусс для гарнирования блюд-майонезов.